# کنکلاو پاپ
کنکلاو پاپ، مجمع کاردینال‌ها برای انتخاب اسقف جدید رم است که به وی پاپ می‌گویند. کلیسای کاتولیک رم، پاپ را وارث خلافت رسولی پطرس و رهبر زمینی این کلیسا می‌داند. این کلیسا حدود هزار سال است که این مجمع را برای انتخاب پاپ گرد هم می‌آورد. مجمع انتخاب پاپ که به شکل غیرعلنی برگزار می‌شود کهن‌ترین شیوهٔ انتخاب رهبر یک بنیاد در دنیا است.
سابقه‌های بی‌شمار دخالت در روند انتخاب پاپ و زمان‌های زیادی که مسیحیان بدون پاپ سر می‌کردند در دورهٔ فترت میان سال‌های ۱۲۶۸ تا ۱۲۷۱ میلادی به اوج رسید تا جایی که کمی بعد، پاپ گرگوری دهم در جریان شورای دوم لیون بسال ۱۲۷۴ میلادی فرمانی صادر کرد مبنی بر این که درب‌ها باید تا زمان انتخاب پاپ نو به‌روی همهٔ کاردینال‌ها «با کلید» بسته شوند و ایشان تنها زمانی حق خروج دارند که اسقف اعظم را انتخاب کرده باشند. امروزه این مجمع در کلیسای سیستین واقع در کاخ رسولی برگزار می‌شود.
اسقف رم از عصر رسولی به این سو مانند دیگر اسقف‌ها با اجماع روحانیون و مردم عادی اسقف‌نشین انتخاب می‌شود. در ۱۰۵۹ میلادی مجمع کاردینال‌ها به عنوان بدنهٔ گروه گزینندگان پاپ انتخاب شد. از آن گاه به بعد جزئیات دیگری به فرایند انتخاب پاپ افزوده شد. پاپ پل ششم در ۱۹۷۰ محدودیت سنی ۸۰ سال را برای کاردینال‌ها وضع کرد. رویه کنونی توسط قانون رسولی پاپ ژان پل دوم با عنوان Universi Dominici gregis برقرار شدند. پاپ بندیکت شانزدهم در تاریخ‌های ۱۱ ژوئن ۲۰۰۷ و ۲۵ فوریه ۲۰۱۳ اصلاحیه‌هایی به رویه‌های پیش‌گفته افزود. انتخاب پاپ جدید به دستکم دو سوم آرای کاردینال‌ها و قبول مسئولیت توسط نامزد مورد نظر نیاز دارد.
پاپ بندیکت شانزدهم در سال ۲۰۱۳ از مقام پاپی استعفا داد و پاپ فرانسیس جایگزین او شد. بعد از درگذشت پاپ بندیکت در سال ۲۰۲۲، برخلاف سنت کلیسای کاتولیک، مجمع انتخاب پاپ بعد از تدفین او برگزار نشد.